# The Book of Vision
The Book of Vision es una película de drama psicológico de 2020 dirigida por Carlo S. Hintermann (en su debut como director de largometraje narrativo) y protagonizada por Charles Dance, Lotte Verbeek y Sverrir Gudnason. Terrence Malick se desempeña como productor ejecutivo.
Fue seleccionada como película inaugural de la Semana Internacional de la Crítica en el 77.º Festival Internacional de Cine de Venecia.

## Reparto
- Charles Dance como Johan Anmuth
- Lotte Verbeek como Eva/Elizabeth
- Sverrir Gudnason como el Dr. Nils Lindgren
- Filippo Nigro
- Isolda Dychauk
- Rocco Gottlieb
- Justin Korovkin como Gunter
- Giselda Volodi
- Vera Graziadei como Rivka Sorkin / Sra. Dobileit

## Estreno
La película fue estrenada en Italia el 8 de julio de 2021, y en el Reino Unido el 20 de enero de 2023, de forma limitada.